# Паскуаль Йордан
Ернст Паскуаль Йордан (нім. Ernst Pascual Jordan; 18 жовтня 1902, Ганновер, Королівство Пруссія — 31 липня 1980, Гамбург, ФРН) — німецький фізик-теоретик, який працював в області квантової механіки і квантової теорії поля. Він здійснив значний внесок в математичні основи матричної механіки, і отримав канонічні антикомутаційні відношення для ферміонів. Також він означив правила алгебри Йордана, і хоча вона не використовується в сучасній квантовій теорії, її використовують для вивчення математичних і фундаментальних основ квантової механіки, а також в математиці.
Паскуаль Йордан вступив в ряди нацистської партії і це вплинуло на його відносини з іншими фізиками.

## Біографія
Предком Паскуаля Йордана був іспанський дворянин Паскуаль Йорда (ісп. Pascual Jorda), який брав участь в Наполеонівських війнах, як кавалерійський офіцер на стороні Британії. Йорда після війни осів в Ганновері, який в той час був під контролем Ганноверської королівської династії. Прізвище з часом змінилося на Йордан. Згідно з сімейною традицією першого сина називали іменем Паскуаль.
У 1921 році Паскуаль поступив в Ганноверський університет де вивчав математику, фізику і зоологію. Як і багато німецьких студентів в той час, він перевівся в інший університет в 1923 році. Це виявився Геттінгенський університет, який в той час був одним з найкращих університетів для вивчення фізики і математики. В Геттінгені він спочатку був асистентом в математика Рідхарда Куранта, а згодом в фізика Макса Борна

## Наукова робота
Разом з Максом Борном і Вернером Гейзенбергом був одним з творців квантової механіки. Також одним з перших займався квантовою теорією поля, але згодом почав займатися космологією до початку Другої світової війни.
Паускаль Йордан означив неасоціативну алгебру, яка зараз називається алгеброю Йордана, намагаючись означити алгебру для опису спостережуваних величин у квантовій механіці і квантовій теорії поля. Хоча зараз для цих цілей використовують алгебру фон Неймана, алгебру Йордана використовують в проективній геометрії, комплексному аналізі, теорії чисел і інших математичних дисциплінах.
В 1966 році Йордан опублікував роботу «Die Expansion der Erde. Folgerungen aus der Diracschen Gravitationshypothese» (укр. "Розширення Землі: висновки з гравітаційної гіпотези Дірака") в якій він писав що згідно гіпотези Дірака про постійне зменшення гравітації з часом, Земля могла збільшитись до теперішнього розміру від кулі діаметром 7000 км. Ця теорія може пояснити чому пластичний нижній шар сима є відносно однакової товщини, в той час як крихкий шар сиаль розпався на тектонічні плити.

## Політична активність
Він почав працювати в Люфтваффе з 1939 року на ракетному полігоні Пенемюнде на посаді метеоролога. Протягом війни він співпрацював з нацистами, пропонуючи різні схеми зброї. Але його пропозиції були відхилені, через «політичну ненадійність», можливо через його співпрацю з євреями (зокрема з Курантом, Бором, Паулі) і вивченням так званої «єврейської фізики».
Можливо якби Йордан не приєднався до нацистської партії він міг б отримати Нобелівську премію з фізики в 1954 разом з Максом Борном і Вальтером Боте.
Через деякий час після війни Вольфганг Паулі закликав владу реабілітувати Йордана, що дозволило останньому відновити свою академічну діяльність після двох років перерви, а в 1953 році він став штатним професором. Не зважаючи на поради Паулі, він повернувся в політику після закінчення денацифікації в зв'язку з початком Холодної війни. Він підтримав вибори в Бундестаг в складі Християнсько-демократичного союзу. В 1957 році він підтримав взяття на озброєння Бундесверу тактичної ядерної зброї, в той час як група фізиків з назвою «Геттінгенська вісімнадцятка» (в яку входили Бор і Гейзенберг) була проти. Це настроїло багато фізиків проти співпраці з Йорданом.